# آمدئو تسیتوری
آمدئو تسیتوری (ایتالیایی: Amedeo Tessitori؛ زادهٔ ۷ اکتبر ۱۹۹۴) بازیکن بسکتبال اهل ایتالیا است. وی در بازی‌های المپیک تابستانی ۲۰۲۰ شرکت کرده‌است.